# Liste der denkmalgeschützten Objekte in Harmannsdorf (Niederösterreich)
Die Liste der denkmalgeschützten Objekte in Harmannsdorf enthält die 17 denkmalgeschützten, unbeweglichen Objekte der niederösterreichischen Marktgemeinde Harmannsdorf.

## Denkmäler
| Foto  |                 | Denkmal                                                                | Standort                                                | Beschreibung | Metadaten |
| ----- | --------------- | ---------------------------------------------------------------------- | ------------------------------------------------------- | --- | --- |
| ja    | Datei hochladen | Kath. Filialkirche hl. Dreifaltigkeit HERIS-ID: 21193 Objekt-ID: 17510 | neben Kellergasse 2 Standort KG: Kleinrötz              | Die Kirche wurde am 20. Oktober 1907 eingeweiht. Im Jahr 1927 renoviert und von 1968 bis 1971 umgebaut. Schlichter Saalbau mit eingezogenem, rund geschlossenem Chor, vorgestellter Fassadenturm mit Zeltdach. | BDA-Hist.: Q37859786 Status: § 2a Stand der BDA-Liste: 2025-06-30 Name: Kath. Filialkirche hl. Dreifaltigkeit GstNr.: 2303 Filialkirche Kleinrötz            |
| ja    | Datei hochladen | Bildstock HERIS-ID: 21192 Objekt-ID: 17509                             | südwestlich Siedlungsgasse 27 Standort KG: Kleinrötz    | Imposanter über vier Meter hoher Nischenbildstock, abgefaster Pfeiler, Nischenaufsatz mit Segmentbogenöffnungen welche je ein Heiligenbild beinhalten. Der Bildstock steht an der Landesstraße 33 an der südlichen Ortseinfahrt Kleinrötz. | BDA-Hist.: Q37859774 Status: § 2a Stand der BDA-Liste: 2025-06-30 Name: Bildstock GstNr.: 1848                                                               |
| ja    | Datei hochladen | Kreisgrabenanlage Kleinrötz HERIS-ID: 6191 Objekt-ID: 2066             | Zwingeläcker Standort KG: Kleinrötz                     | zweifache Kreisgrabenanlage, Durchmesser: 70 m / 104 m, 1997 magnetisch prospektiert aus der mittlere Jungsteinzeit ~4800 v. Chr. bis ~4500 v. Chr. Die Fläche der Anlage wurde jedoch von späteren Siedlern auch benützt, wie die vielen anderen archäologischen Strukturen zeigen. | BDA-Hist.: Q37883771 Status: Bescheid Stand der BDA-Liste: 2025-06-30 Name: Kreisgrabenanlage Kleinrötz GstNr.: 1936/1, 1936/2                               |
| ja    | Datei hochladen | Spätgotische Lichtsäule HERIS-ID: 5037 Objekt-ID: 897                  | bei Dorfstraße 21 Standort KG: Mollmannsdorf            | Spätgotische Lichtsäule. Würfel auf sechskantiger Säule. Die Säule steht auf Privatgrund im Garten eines Einfamilienhauses. | BDA-Hist.: Q38142599 Status: Bescheid Stand der BDA-Liste: 2025-06-30 Name: Spätgotische Lichtsäule GstNr.: 1249/1                                           |
| ja    | Datei hochladen | Kath. Pfarrkirche hl. Barbara HERIS-ID: 5030 Objekt-ID: 890            | gegenüber Florianiplatz 2a Standort KG: Obergänserndorf | Die Pfarrkirche zur heiligen Barbara in Obergänserndorf ist ein Saalbau von 1813 mit eingezogenem, flachbogig schließendem Altarraum. Schmäleres Vorjoch mit Eingangsfassade, in der Mitte der leicht vorgezogene Turm mit rundbogigen Schallfenstern und Glockenhaube. | BDA-Hist.: Q19971376 Status: § 2a Stand der BDA-Liste: 2025-06-30 Name: Kath. Pfarrkirche hl. Barbara GstNr.: 1 Pfarrkirche Obergänserndorf                  |
| ja    | Datei hochladen | Kriegerdenkmal HERIS-ID: 5031 Objekt-ID: 891                           | vor Hollabrunner Straße 2 Standort KG: Obergänserndorf  | Kriegerdenkmal von 1918 zum Gedenken an die Gefallenen des Ersten und Zweiten Weltkriegs. Die Gefallenen des Ersten Weltkriegs sind am Sockel des Denkmals mit jeweils einem Foto und dem Namen verewigt. Die Namen der Gefallenen des Zweiten Weltkriegs sind auf Tafeln neben dem Denkmal niedergeschrieben. | BDA-Hist.: Q38139668 Status: § 2a Stand der BDA-Liste: 2025-06-30 Name: Kriegerdenkmal GstNr.: 639 Kriegerdenkmal Obergänserndorf                            |
| ja    | Datei hochladen | Figur hl. Johannes Nepomuk HERIS-ID: 5027 Objekt-ID: 887               | Kirchengasse Standort KG: Rückersdorf                   | Barocke Johannes-von-Nepomuk-Figur mit goldenem Heiligenschein und Engeln auf einem mit Putten dekorierten, quadratischen Sockel. Um 1730. Die Statue wurde 1963 vom Kirchenplatz 2 zum Entlastungsgraben des Donaugrabens zwischen den zwei Brücken (Ringgasse und Kirchengasse) versetzt und restauriert. | BDA-Hist.: Q38138626 Status: § 2a Stand der BDA-Liste: 2025-06-30 Name: Figur hl. Johannes Nepomuk GstNr.: 196/5                                             |
| ja    | Datei hochladen | Kath. Pfarrkirche hl. Hippolyt HERIS-ID: 5028 Objekt-ID: 888           | neben Kirchenplatz 11 Standort KG: Rückersdorf          | Die Pfarrkirche von Harmannsdorf ist ein Hallenbau dessen romanischen Fundamente nach Schätzungen spätestens 1217 errichtet wurden. Die Kirche wurde 1282 erstmals urkundlich erwähnt. Im Jahre 1689 wurde das Gotteshaus, mit Ausnahme des Altarraums und der gotischen Kapelle auf der Südseite, in barocken Stilformen umgestaltet. 1978 wurde eine komplette Innenrenovierung durchgeführt. | BDA-Hist.: Q22084639 Status: § 2a Stand der BDA-Liste: 2025-06-30 Name: Kath. Pfarrkirche hl. Hippolyt GstNr.: 720/2 Pfarrkirche St. Hippolyt (Harmannsdorf) |
| ja    | Datei hochladen | Pest-/Dreifaltigkeitssäule, Schöne Säule HERIS-ID: 5023 Objekt-ID: 883 | Rohrwald Standort KG: Rückersdorf                       | Gnadenstuhl auf toskanischer Säule, barocker Sockel mit seitlichen Voluten und Wappen von 1730. Über 5 Meter hoch. Errichtet aus Dankbarkeit für einen an dieser Stelle unverletzt überstandenen Reitunfall im Jahre 1729. Inschriften am Sockel: „'ICH JULIUS REICHSGRAF ZU HARDEGG OBRISTJAEGERMEISTER UNDER KAEISER CARLL DEN 6. HIER AUF DIESER STELL MICH EIN HIRSCH MIT SAMBTEN PFERT GESTURTZ ONE SCHADEN D: & AUGUSTUA !/') SO HAB ICH ZU EHR DE ALLERHEILIGSTE DREIFALDIGKAIT DISE SEULLEN AUFRICHTEN LASEN GOTT SEY LOB EHR UND DANCK JOHANN JULIUS IV ADAM geb. 6.FEB 1676 GEST:29.März 1746 OBERST-ERBMUNDSCHENK IN ÖSTERREICH UND OBERST-ERBTRUCHSESS IN STEIERMARK K.K. KÄMMERER; WIRKL.6,RATH, OBERST-HOF-UND LANDJÄGERMEISTER;HERR AUF STETTELDORF; SCHMIDA;WOLFPASSING VERMÄHLT 1702 MIT MARIA BARBARA GEB.17.11.1676 gest. 15Okt. 1756 TOCHTER DES OTTO HEINRICH GRAFEN VON HOHENFELD UND DER ANNA LUDMILLA GEB.FREIN PIEDIPESKY“ | BDA-Hist.: Q38137122 Status: § 2a Stand der BDA-Liste: 2025-06-30 Name: Pest-/Dreifaltigkeitssäule, Schöne Säule GstNr.: 5187/1                              |
| ja    | Datei hochladen | Ortswüstung Wilantisdorf HERIS-ID: 6192 Objekt-ID: 2067seit 2014       | Rückersdorf Standort KG: Rückersdorf                    | Wielandsdorf wurde erstmalig 1114 unter den Namen "villa Weilandi" genannt. Im Jahr 1360 hatte Wielandsdorf 18 Lehen und 50 Bewohner. Im Ort hat sich auch ein eigenes Wirtschaftsamt des Stiftes Klosterneuburg befunden, dem auch die Lehen von Niederhollabrunn unterstellt waren. Bereits 1312 wird das Dorf als verödet genannt. In der ersten Hälfte des späten 15. Jahrhunderts dürfte das Dorf wieder temporär wiederbesiedelt worden sein, wurde jedoch aufgrund der Ungarneinfälle im späten 15. Jahrhundert wieder aufgegeben und der endgültigen Verödung preisgegeben. | BDA-Hist.: Q19971537 Status: Bescheid Stand der BDA-Liste: 2025-06-30 Name: Ortswüstung Wilantisdorf GstNr.: 5026/6, 5027, 5032/3, 5035, 5060, 5062          |
| ja    | Datei hochladen | Bildstock HERIS-ID: 5026 Objekt-ID: 886                                | Schubertplatz Standort KG: Rückersdorf                  | Pfeilerbildstock mit Quaderaufsatz und vierseitiger Inschrift. Nischenaufsatz mit Rundbogenöffnungen, 16/17. Jahrhundert. | BDA-Hist.: Q38138227 Status: § 2a Stand der BDA-Liste: 2025-06-30 Name: Bildstock GstNr.: 5225/3                                                             |
| ja    | Datei hochladen | Flur-/Wegkapelle HERIS-ID: 21195 Objekt-ID: 17512                      | gegenüber Wiener Straße 45 Standort KG: Rückersdorf     | Die Wegkapelle an der südlichen Ortseinfahrt Harmannsdorf wurde 1854 errichtet. | BDA-Hist.: Q37859801 Status: § 2a Stand der BDA-Liste: 2025-06-30 Name: Flur-/Wegkapelle GstNr.: .512                                                        |
| ja    | Datei hochladen | Ortskapelle hl. Rosalia HERIS-ID: 21190 Objekt-ID: 17507               | gegenüber Kirchenplatz 2 Standort KG: Seebarn           | Die Kapelle wurde am 3. September 1874 geweiht. | BDA-Hist.: Q37859747 Status: § 2a Stand der BDA-Liste: 2025-06-30 Name: Ortskapelle hl. Rosalia GstNr.: .57                                                  |
| ja    | Datei hochladen | Bildstock HERIS-ID: 21189 Objekt-ID: 17505                             | bei Landstraße 2 Standort KG: Seebarn                   | Pfeilerbildstock, Quaderaufsatz mit vier Heiligenbildern hinter Glas. | BDA-Hist.: Q37859731 Status: § 2a Stand der BDA-Liste: 2025-06-30 Name: Bildstock GstNr.: 664/1                                                              |
| ja    | Datei hochladen | Bildstock Johannes v. Nepomuk HERIS-ID: 21188 Objekt-ID: 17504         | Obere Allee Standort KG: Seebarn                        | Die Johannes-Nepomuk-Statue auf einem Sockel wurde 1709 errichtet. | BDA-Hist.: Q37859705 Status: Bescheid Stand der BDA-Liste: 2025-06-30 Name: Bildstock Johannes v. Nepomuk GstNr.: 162                                        |
| ja BW | Datei hochladen | Schloss Seebarn HERIS-ID: 5038 Objekt-ID: 898                          | Schloßstraße 1 Standort KG: Seebarn                     | Das Schloss Seebarn wurde in der zweiten Hälfte des 17. Jahrhunderts erbaut und um 1740 und im 19. Jahrhundert umgestaltet. Es ist von einer teilweise noch erhaltenen Feldsteinmauer umfasst. | BDA-Hist.: Q28125744 Status: Bescheid Stand der BDA-Liste: 2025-06-30 Name: Schloss Seebarn GstNr.: .1, 16/2, 16/3, 16/4, 16/6, 16/9, 16/10 Schloss Seebarn  |
| ja    | Datei hochladen | Figur hl. Johannes Nepomuk HERIS-ID: 5034 Objekt-ID: 894               | Friedhofstraße 31, in der Nähe Standort KG: Würnitz     | Die Johannes Nepomuk Figur auf einem quadratischen Sockel wurde 1707 errichtet. | BDA-Hist.: Q38141056 Status: § 2a Stand der BDA-Liste: 2025-06-30 Name: Figur hl. Johannes Nepomuk GstNr.: 1458/3                                            |